# Gibson SG
Gibson SG är en elgitarr från märket Gibson. Den trakteras av bland andra Angus Young, Robbie Krieger, Tony Iommi, Frank Zappa och Pete Townshend. Även HIM-gitarristen Lily Lazer och Michael Poulsen i Volbeat använder Gibson SG-gitarrer. SG:n var även Gary Moores och Nisse Hellbergs [källa behövs] första elgitarr. SG:n var från början tänkt som en viktmässigt lättare Gibson Les Paul då många gitarrister tyckte att Les Paul var en lite väl tung gitarr. Från början var SG-gitarren en Les Paul men när Gibson ändrade designen fick de även ändra namnet efter klagomål från Les Paul. En tid var namnet ovisst men man bestämde sig senare att ge gitarren namnet SG som står för solid guitar.
- Wikimedia Commons har media som rör Gibson SG.